# Everything Burns
Everything Burns este o piesă de rock alternativ cantată de Ben Moody în colaborare cu Anastacia. Piesa face parte de pe coloana sonoră a filmului The Fantastic Four. Piesa a fost un succes la nivel european, atingând poziții de top 10 în unele țări și poziția cu numărul 1 în Italia.

## Tracklisting
Maxi single
1. "Everything Burns" (Album Version)
2. "Everything Burns" (Instrumental Version)
3. "Everything Burns" (Video Mix)
4. "Everything Burns" (Video)

CD single
1. "Everything Burns" (Album Version)
2. "Everything Burns" (Instrumental)
3. "Everything Burns" (Video)

## Clasamente
| Clasament                 | Poziția Maximă |
| ------------------------- | -------------- |
| Australia Singles Chart   | 33             |
| Austrian Singles Chart    | 6              |
| Belgian Singles Chart     | 41             |
| Danish Singles Chart      | 11             |
| Dutch Top 40              | 7              |
| Euro 200 Chart            | 12             |
| German Singles Chart      | 11             |
| Greece Singles Chart      | 6              |
| Italian Singles Chart     | 1              |
| New Zealand Singles Chart | 24             |
| Spanish Singles Chart     | 3              |
| Swiss Singles Chart       | 3              |
| United World Chart        | 26             |